# Équipe cycliste Helyett
L'équipe cycliste Helyett, maillot vert à bande blanche, est une équipe cycliste française de cyclisme professionnel sur route, active entre 1932 et 1961, sponsorisée par Helyett, une entreprise française de construction de bicyclettes basée à Sully-sur-Loire, dans le Loiret.

## Histoire
Bien que marquée par plusieurs victoires sur cycles Helyett, notamment grâce à Victor Linart sur piste, l'équipe cycliste professionnelle ne voit le jour qu'en 1932. C'est dans un premier temps André Trialoux qui est engagé comme directeur sportif de l'équipe. Les premières victoires se font grâce à René Vietto une première fois en remportant le Paris-Nice de 1935 puis en 1939 lorsqu'il porte pour la première fois le maillot jaune lors du Tour de France. Autre victoires prestigieuses, en 1937, celle d'Adolf Braeckeveldt qui arrache la tête du classement général sur le Tour de Belgique ainsi que sur la Flèche wallonne mais également John Braspennincx qui remporte la course en ligne du championnat des Pays-Bas sur route. La saison suivante, à l'aube de la Seconde Guerre mondiale, François Neuville remporte à son tour le Tour de Belgique avant Joseph Somers l'année suivante. Absente depuis deux saisons à cause de la guerre, la course Liège-Bastogne-Liège sera remporté grâce à Richard Depoorter en 1943.
Au sortir de la guerre, l'équipe se retrouve amoindrie. En 1948, lors des Jeux olympiques de Londres, José Beyaert remporte la médaille d'or sur l'épreuve de course en ligne. L'année suivante sera marquée par le retour de René Vietto, non plus en tant que coureur mais cette fois-ci en tant que directeur sportif. Il s'ensuit des victoires prestigieuses notamment en 1950 avec le Critérium du Dauphiné libéré puis un doublé un an plus tard sur cette même course avant le départ prématuré de René Vietto.
De 1952 à 1955 l'équipe sera dans le creux de la vague avant de reprendre son élan à partir de 1956 grâce à l'arrivée d'un jeune prodige du cyclisme français, Jacques Anquetil et celle du champion de France, André Darrigade. C'est cette année qu'Anquetil battra le record de l'heure puis l'année d'après son premier Tour de France. En 1958 sur piste, Michel Rousseau remporte la médaille d'or de vitesse sur piste aux Jeux de Melbourne. L'année d'après, André Darrigade devient champion du monde, trois ans avant Jean Stablinski. On pourrait également parler des deux maillots verts obtenus par Jean Graczyk sur les Tours de France de 1958 et 1960.
La dernière année d'Helyett sera marquée par un changement iconique pour la première fois de sa longue existence. Le maillot traditionnellement vert est remplacé par un maillot rouge et blanc. C'est cette année que la marque à la miss sera la plus prolifique, ce sera d'ailleurs paradoxalement la dernière saison de l'équipe qui sera reprise par Campagnolo et Gitane.

## Principaux résultats

### Cyclisme sur piste

#### Compétitions internationales
- Champion olympique de vitesse 1956 : Michel Rousseau
- Championnats du monde de cyclisme sur piste 1958 :  Michel Rousseau

#### autres compétitions
- Six Jours de Paris 1957 : Jacques Anquetil-André Darrigade
- Record de l'heure cycliste 1956 : Jacques Anquetil

### Cyclisme sur route

#### Compétitions internationales
- Champion olympique de la course en ligne 1948 : José Beyaert
- Championnats du monde de cyclisme sur route 1959 : André Darrigade
- Championnats du monde de cyclisme sur route 1962 : Jean Stablinski

#### Classiques
- Flèche wallonne 1937 : Adolf Braeckeveldt
- Grand Prix de Wallonie 1938 : Adolf Braeckeveldt
- Grand Prix de Wallonie 1939 : Adolf Braeckeveldt
- Liège-Bastogne-Liège 1943 : Richard Depoorter
- Grand Prix des Nations 1956 : Jacques Anquetil
- Grand Prix des Nations 1957 : Jacques Anquetil
- Grand Prix des Nations 1958 : Jacques Anquetil
- Grand Prix des Nations 1961 : Jacques Anquetil
- Bordeaux-Paris 1958 : Jean-Marie Cieleska
- Gênes-Nice 1960 : Jean Stablinski

#### Courses par étapes
- Grand Prix du Tour de France 1943 : Joseph Goutorbe
- Paris-Nice 1935 : René Vietto
- Paris-Nice 1957, 1961 : Jacques Anquetil
- Tour de Belgique 1938 : François Neuville
- Tour de Belgique 1939 : Joseph Somers

#### Bilan sur les grands tours
- Tour de France[Note 1]
  - Classement général  1957, 1961, 1962 : Jacques Anquetil
  - Maillot vert  1959 : André Darrigade
  - Victoires d'étapes
    - 2 en 1935 : René Vietto 
    - 2 en 1936 : Jean-Marie Goasmat , Léon Level 
    - 1 en 1937 : Adolf Braeckeveldt 
    - 1 en 1939 : Pierre Gallien (Nord-Est / Île-de-France)
    - 1 en 1956 : André Darrigade 
    - 7 en 1957 : Jacques Anquetil , André Darrigade 
    - 5 en 1958 : André Darrigade 
    - 2 en 1959 : André Darrigade 
    - 1 en 1960 : André Darrigade 
    - 3 en 1961 : Jacques Anquetil , Jean Stablinski 
    - 3 en 1962 : Jacques Anquetil , Jean Stablinski

- Tour d'Italie
  - Classement général 1960 : Jacques Anquetil
  - Victoires d'étapes
    - 5 en 1960 : Jacques Anquetil, André Darrigade, Seamus Elliott, Jean Stablinski, avec le maillot « Fynsec-Helyett ».

- Tour d'Espagne
  - Classement général 1958 : Jean Stablinski

#### Championnats nationaux
Championnats de France de cyclisme sur route 1960 : Jean Stablinski

## Effectifs

### Avant 1939
- 1932
  -  André Dujardin
  -  Camille Louvel
  -  Honoré Demarbre
  -  Hubert Jolivet
  -  Joseph Mauclair
  -  Louis Barjolin
  -  Maurice Berlu
  -  Onésime Louvel

- 1933
  -  Adrien Buttafocchi
  -  Alexandre Hamelin
  -  Armel Desouches
  -  Camille Foucaux
  -  Camille Louvel
  -  Edmond Champagnat
  -  Herbert Sieronski
  -  Hubert Jolivet
  -  Louis Barjolin
  -  Louis Minardi
  -  Maurice Berlu
  -  Onésime Louvel
  -  Yvon Martinerie

- 1934
  -  Adrien Buttafocchi
  -  Alexandre Hamelin
  -  Camille Louvel
  -  Jean Bidot
  -  Jean (André) Dumont
  -  Louis Barjolin
  -  Louis Minardi
  -  Lucien Lauk
  -  Marcel Bidot
  -  Maurice Berlu
  -  Onésime Louvel
  -  Pierre Pastorelli
  -  Raoul Lesueur
  -  Yvon Martinerie

- 1935
  -  Adrien Buttafocchi
  -  Albert Gabard
  -  Alvaro Giorgetti
  -  Antonio Fabris
  -  Camille Louvel
  -  Charles Berty
  -  Constant Capelle
  -  Fernand Cornez
  -  Fernand Fayolle
  -  François Neuville
  -  Georges Lachat
  -  Honoré Granier
  -  Jean Bidot
  -  Jean Fontenay
  -  Jean Lauk
  -  Jean-Baptiste Intcegaray
  -  Joseph Mauclair
  -  Louis Barjolin
  -  Louis Minardi
  -  Lucien Lauk
  -  Marcel Bidot
  -  Maurice Berlu
  -  Onésime Louvel
  -  Paul Keravec
  -  Pierre Pastorelli
  -  Raoul Lesueur
  -  René Bernard
  -  René Vietto
  -  René-Paul Corallini
  -  Robert Granier
  -  Roland Fleuret
  -  Rudi Schädeli

- 1936
  -  Adrien Buttafocchi
  -  Albert Marchand
  -  Albertin Dissaux
  -  Alexandre Hamelin
  -  Alfred Weck
  -  Alvaro Giorgetti
  -  Ange Ruozzi
  -  Antonio Arnaldi
  -  Charles Berty
  -  Constant Capelle
  -  Émile Robache
  -  Fernand Cornez
  -  Fernand Lemay
  -  François Adam
  -  François Binst
  -  François Neuville
  -  Gaspard Rinaldi
  -  Georges Lachat
  -  Henri Puppo
  -  Jean Bidot
  -  Jean Fontenay
  -  Jean Lauk
  -  Jean Wauters
  -  Jean-Baptiste Intcegaray
  -  Jean-Marie Lemoing
  -  Joseph Mauclair
  -  Léon Level
  -  Léon Tommies
  -  Louis Bocken
  -  Louis Barjolin
  -  Lucien Lauk
  -  Luigi Barral
  -  Marcel Bat
  -  Marcel Bidot
  -  Maurice Berlu
  -  Maurice Richebourg
  -  Oreste Bernardoni
  -  Pierre Gallien
  -  Raoul Lesueur
  -  Raymond Bon
  -  René Bernard
  -  René Vietto
  -  René Pedrolli
  -  Théophile Adriaenssens

- 1937
  -  Adolphus Braeckeveldt
  -  Adrien Buttafocchi
  -  Albertin Dissaux
  -  Alexandre Hamelin
  -  Alfons Corthout
  -  Alvaro Giorgetti
  -  André Defoort
  -  Antonio Arnaldi
  -  Auguste Mallet
  -  Constant Lauwers
  -  Corneille De Coster
  -  Cyrille Dubois
  -  Étienne Parizet
  -  Eugène Grenu
  -  Fernand Cornez
  -  Fernand Duquesne
  -  Fernand Lemay
  -  François Adam
  -  François Binst
  -  François Coppens
  -  François Neuville
  -  Gaspard Rinaldi
  -  Georges Lachat
  -  Georges Vey
  -  Henri Pionnier
  -  Jan Verveer
  -  Jean Fontenay
  -  Jean Malaval
  -  Jean Wauters
  -  Jean-Baptiste Intcegaray
  -  John Braspennincx
  -  Josef Geets
  -  Joseph Mauclair
  -  Joseph Van Dam
  -  Joseph Vankerckhoven
  -  Jozef De Vos
  -  Jules Kneepkens
  -  Jules Merviel
  -  Julius Hamelryckx
  -  Léo Amberg
  -  Léon Fontenay
  -  Léon Level
  -  Louis Barjolin
  -  Louis Van Roye
  -  Lucien Weiss
  -  Maurice Vannesson
  -  Octaaf Verbeke
  -  Onésime Boucheron
  -  Oreste Bernardoni
  -  Paul Keravec
  -  Pierre Gallien
  -  Raoul Lesueur
  -  Raymond Bon
  -  Rémi Capoen
  -  René Bernard
  -  René Vietto
  -  Robert Renoncé
  -  Roger Mataillet
  -  Théodore Pirmez
  -  Vincent Salazard

- 1938
  -  Aad Van Amsterdam
  -  Adolphus Braeckeveldt
  -  Albert Adam
  -  Albert Bourlon
  -  Albert Carapezzi
  -  Albertin Dissaux
  -  Albert Dubuisson
  -  Alexandre Hamelin
  -  Alfons Deloor
  -  Antoine Dignef
  -  Antonio Arnaldi
  -  Armand Putzeyse
  -  Auguste Mallet
  -  Charles Vandenbalck
  -  Constant Lauwers
  -  Corneille De Coster
  -  Cyrille Dubois
  -  Fernand Cornez
  -  Fernand Duquesne
  -  François Adam
  -  François Binst
  -  François Coppens
  -  François Neuville
  -  Frans Gahy
  -  Frans Spiessens
  -  Georges Lachat
  -  Henri Lauwers
  -  Jan Verveer
  -  Jean Fontenay
  -  Jean Maréchal
  -  Jean-Marie Goasmat
  -  Jef Dominicus
  -  Jef Moerenhout
  -  John Braspennincx
  -  Josef Geets
  -  Joseph Goasmat
  -  Joseph Goutorbe
  -  Joseph Mauclair
  -  Joseph Vankerckhoven
  -  Julius Hamelryckx
  -  Karel Van Stichelen
  -  Léo Amberg
  -  Léon Level
  -  Léopold Maes
  -  Léopold Van Den Bosche
  -  Louis Barjolin
  -  Louis Saeremans
  -  Marcel Van Schil
  -  Marius Rossi
  -  Maurits Van Herzele
  -  Michel Hermie
  -  Oreste Bernardoni
  -  Petrus Van Theemsche
  -  Pierre Gallien
  -  Pierre Rota
  -  Raoul Lesueur
  -  Raymond Drouet
  -  Raymond Horner
  -  Rémi Capoen
  -  René Bernard
  -  René Vietto
  -  René-Paul Corallini
  -  Robert Oubron
  -  Roger Mataillet
  -  Théo Middelkamp
  -  Théodore Pirmez

- 1939
  -  Adolphus Braeckeveldt
  -  Albert Adam
  -  Albert Bourlon
  -  Albert Carapezzi
  -  Albert Francken
  -  Albertin Dissaux
  -  Albert Dubuisson
  -  Albert Jacquet
  -  Alfred Weck
  -  Amédée Fournier
  -  Antoine Dignef
  -  Antonio Arnaldi
  -  Armand Le Moal
  -  Armand Putzeyse
  -  Auguste Mallet
  -  Auguste Toubeau
  -  Bernard Franken
  -  Bernard Masson
  -  Camille Beeckman
  -  Charles Palazetti
  -  Constant Lauwers
  -  Cyrille Dubois
  -  François Adam
  -  François Coppens
  -  François Neuville
  -  Frans Spiessens
  -  Frans Van Dam
  -  Georges Lachat
  -  Georges Sérès (fils)
  -  Gérard Geuten
  -  Henri Sesier
  -  Jan Lambrichs
  -  Jean Boyer
  -  Jean Fontenay
  -  Jean Maurel
  -  Jean-Marie Goasmat
  -  John Braspennincx
  -  Joseph Goasmat
  -  Joseph Goutorbe
  -  Joseph Somers
  -  Joseph Vankerckhoven
  -  Julien Demolder
  -  Karel Tersago
  -  Karel Thys
  -  Léon Le Calvez
  -  Léon Level
  -  Léopold Van Den Bosche
  -  Lode Janssens
  -  Louis Barjolin
  -  Louis Van Espenhout
  -  Marcel Goossens
  -  Maurits Van Herzele
  -  Pierre Gallien
  -  Raoul Lesueur
  -  Raymond Horner
  -  René Bernard
  -  René De Walsche
  -  René Segers
  -  René Vietto
  -  Robert Oubron
  -  Robert Renoncé
  -  Théo Middelkamp
  -  Théodore Pirmez

### Après 1939
- 1940[Note 2]
  -  Jean-Marie Goasmat
  -  Léon Level
  -  Raoul Lesueur
  -  Auguste Mallet
  -  Robert Oubron
  -  René Vietto

- 1941
  -  Jean-Marie Goasmat
  -  Léon Level
  -  Auguste Mallet
  -  Robert Oubron
  -  René Vietto

- 1942
  -  Albertin Dissaux
  -  Dante Gianello
  -  Joseph Goutorbe
  -  Raoul Lesueur
  -  Auguste Mallet
  -  René Vietto

- 1943
  -  Georges Claes
  -  Albertin Dissaux
  -  Joseph Goutorbe
  -  Georges Lachat
  -  Raoul Lesueur
  -  Edward Van Dyck
  -  René Vietto

- 1944
  -  Roger Cottyn
  -  René Vietto

- 1956
  -  Jacques Anquetil
  -  Blaise Bertolotti
  -  Serge Blusson[2]
  -  Pierre Brun
  -  Jean-Marie Cieleska
  -  André Darrigade
  -  Roger Darrigade
  -  Seamus Elliott
  -  Raymond Hoorelbeke
  -  Maurice Laisne
  -  Nello Lauredi
  -  André Lemoine
  -  Joseph Mirando
  -  Mario Prodiscimi
  -  Attilio Redolfi
  -  Roger Rioland

- 1957
  -  Jacques Anquetil
  -  Jean Brun
  -  Serge Blusson
  -  Jean-Marie Cieleska
  -  André Darrigade
  -  Roger Darrigade
  -  Seamus Elliott
  -  Jean Graczyk
  -  Yves Helou
  -  Raymond Hoorelbeke
  -  Jean-Marie Joubert
  -  Maurice Laisne
  -  Nello Lauredi
  -  André Lemoine
  -  Joseph Mirando
  -  Joseph Thomin

- 1958
  -  Jacques Anquetil
  -  Serge Blusson
  -  Joseph Boudon
  -  Stan Brittain
  -  Jean Brun
  -  Robert Chapatte
  -  André Darrigade
  -  Roger Darrigade
  -  Édouard Delberghe
  -  Seamus Elliott
  -  Arnaud Geyre
  -  Jean Graczyk
  -  Maurice Lavigne
  -  José Manuel Ribeiro da Silva
  -  Eugène Telotte
  -  Joseph Thomin

- 1959
  -  Robert Andry
  -  Jacques Anquetil
  -  Pierre Brun
  -  Jean-Marie Cieleska
  -  André Darrigade
  -  Roger Darrigade
  -  Jo de Roo
  -  Édouard Delberghe
  -  Seamus Elliott
  -  Jean Forestier
  -  Dominique Forlini
  -  Elio Gerussi
  -  Arnaud Geyre
  -  Jean Graczyk
  -  Joseph Groussard
  -  Yves Helou
  -  Tony Hewson
  -  Raymond Hoorelbeke
  -  Jean Jacques
  -  Francois Lahaye
  -  Maurice Lavigne
  -  François Le Her
  -  Claude Leclercq
  -  Orphée Meneghini
  -  Anatole Novak
  -  René Pavard
  -  Michel Rousseau
  -  Jean Stablinski
  -  Michel Vermeulin
  -  Claude Villain

- 1960
  -  Jacques Anquetil
  -  Gabriel Borra
  -  Joop Captein
  -  Jean-Marie Cieleska
  -  André Cloarec
  -  Augustin Corteggiani
  -  Hilaire Couvreur
  -  André Darrigade
  -  Roger Darrigade
  -  Jo de Roo
  -  Jozef De Wolf
  -  Georges Decraeye
  -  Édouard Delberghe
  -  Seamus Elliott
  -  Jean Forestier
  -  Elio Gerussi
  -  Arnaud Geyre
  -  Jean Graczyk
  -  Georges Groussard
  -  Joseph Groussard
  -  Raymond Hoorelbeke
  -  Jean Le Lan
  -  Claude Leclercq
  -  Anatole Novak
  -  René Pavard
  -  Jean Plaudet
  -  Jacques Ricque
  -  Louis Rostollan
  -  Michel Rousseau
  -  Claude Sauvage
  -  Norman Sheil
  -  Jean Stablinski
  -  Michel Vermeulin

- 1961
  -  Robert Andry
  -  Jacques Anquetil
  -  René Binggeli
  -  Guy Claud
  -  André Cloarec
  -  Albert Daenekindt
  -  Jo de Roo
  -  Édouard Delberghe
  -  Seamus Elliott
  -  Jean Graczyk
  -  Raymond Huguet
  -  Jean Le Lan
  -  Jacky Lepolard
  -  Pierre Morin
  -  René Pavard
  -  Alan Ramsbottom
  -  Louis Rostollan
  -  Michel Rousseau
  -  Claude Sauvage
  -  Jean Stablinski
  -  Georges Van Maeckelberghe
  -  Michel Vermeulin